# 道の駅あいぽーと佐渡
道の駅あいぽーと佐渡（みちのえき あいぽーとさど）は、新潟県佐渡市両津夷にある臨港道路湊線の道の駅である。

## 概要
黒川紀章建築都市設計事務所設計の施設であり、別名は佐渡インフォメーションセンター。約300人収容可能な多目的ホールや催事スペースを備えたRC造2階建ての建物、緑地広場などからなり、2013年2月着工、2015年3月オープン。周辺のおんでこドーム、佐渡汽船両津港ターミナルとともに県内3港目のみなとオアシスに認定された。
道の駅としてのオープンは2020年（令和2年）5月25日で、佐渡市吾潟にあった道の駅芸能とトキの里の移転扱いである。
常設の売店や飲食コーナーは設けられていない。
2階には写真家の故・天野尚の作品が常設展示されている。

## 施設
- 駐車場 - 20台
  - 大型車 - 3台
  - 小型車 - 15台
  - 身障者用 - 2台

## 休館日
- 年末年始

## アクセス
- 臨港道路湊線
- 両津港佐渡汽船ターミナルより徒歩5分[6]。